# Bassens (Gironde)
Bassens is een gemeente in het Franse departement Gironde (regio Nouvelle-Aquitaine). De plaats maakt deel uit van het samenwerkingsverband Bordeaux Métropole en het arrondissement Bordeaux. Bassens telde op 1 januari 2022 8.132 inwoners. In de gemeente ligt spoorwegstation Bassens.

## Geografie
De oppervlakte van Bassens bedroeg op 1 januari 2022 10,28 vierkante kilometer; de bevolkingsdichtheid was toen 791,1 inwoners per km².

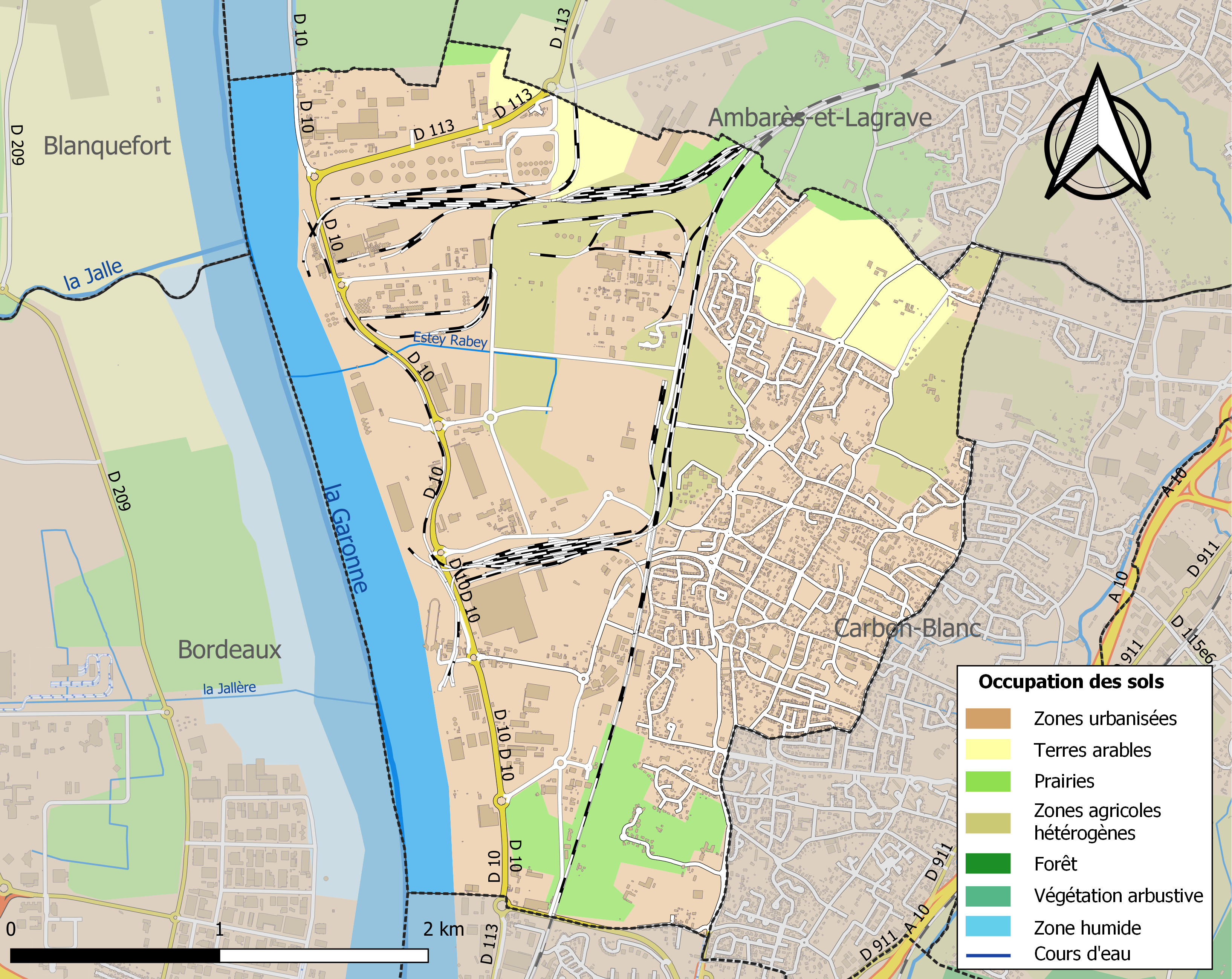
Kaart van de gemeente met belangrijkste infrastructuur, bodemgebruik en omliggende gemeenten

## Demografie
Onderstaande figuur toont het verloop van het inwonertal (bron: INSEE-tellingen).